# Восстание Муканны
Восста́ние Мука́нны или Движение «людей в белых одеждах» — антиарабское восстание в 776—783 годах жителей Фараруда (центральной области Средней Азии) под руководством хорасанского проповедника Хашима ибн Хакима (Муканны).
- Подготовка восстания (769 г.)
- Бегство Муканны из Мерва
- Назначение Абу Ауна ибн Абдул-Малика
- Назначение Джабриила ибн Яхьи (775 г.)
- Захват Самарканда Джабриилом
- Высылка подкрепления с Укбой
- Сражение под Термезом
- Захват Чаганиана и Нахбаша
- Гибель Язида
- Смерть аль-Мансура (775 г.)
- Вторичное назначение Хумайда
- Борьба под Наршахом (апрель 776 г.)
- Прибытие войск Муаза ибн Муслима (776 г.)
- Восстание Юсуфа аль-Барма (776-777 гг.)
- Захват Самарканда повстанцами
- Прибытие Муаза ибн Муслима в Мерв
- Сражение под Самаркандом (777—778 гг.)
- Отставка Муаза ибн Муслима
- Взятие Самарканда Саидом аль-Хараши
- Назначение Мусайяба ибн Зухайры (780 г.)
- Захват долины Кашкадарьи
- Начало осады крепости Санам
- Назначение Саида аль-Хараши
- Сдача крепости Санам
- Самоубийство Муканны

## Начало восстания
Известно, что проповедник был уроженцем Мерва, участвовал в мятеже Абу Муслима и впоследствии свято чтил его память. Заручившись поддержкой крестьян-согдийцев и кочевников-тюрков, он в 777 году поднял восстание «людей в белых одеждах»: белый цвет одежд согдийцев контрастировал с чёрными одеяниями приверженцев халифа.
Он принял имя Муканна и проповедовал учение, основанное на идеях маздакизма. Муканна призывал народ активно бороться против Аббасидского халифата и существовавшего в то время политического и экономического неравенства.

## Восставшие
Основную массу восставших составляло трудовое крестьянство Мавераннахра и мелкие местные землевладельцы. Помощь восставшим оказывали тюркские племена. Основными центрами восстания были Самарканд, Наршах (селение возле Бухары) и Санам (горная крепость в области Кеш). Восставшие носили белую одежду, поэтому в арабских источниках и истории оно известно как восстание (движение) «людей в белых одеждах».

## Подавление восстания
В 776—783 годах арабы сосредоточили свои силы и последовательно разгромили центры восстания. В 783 году наместники Арабского халифата захватили штаб движения в крепости Санам. Организатору восстания Муканне пришлось покончить с собой, чтобы избежать плена.

## Последствия
Хотя после долгой борьбы Аббасидскому халифату и местной аристократии удалось разгромить восстание, антиарабские настроения не искоренялись среди местных покорённых насильно жителей Мавераннахра. Вспышки отдельных восстаний «людей в белых одеждах» в последующие годы происходили в разных уголках Средней Азии. Арабские завоеватели были вынуждены для усмирения населения Мавераннахра в начале IX века привлечь к управлению местную персоязычную династию Саманидов (819—999 гг.)

## Отражение в культуре
В 1817 году восстание описал в поэме «Покровенный пророк Хорасана» англо-ирландский поэт-романтик Томас Мур. 
Х. Л. Борхес обратился к этому сюжету в раннем рассказе «Хаким из Мерва, красильщик в маске» (1934). 
В Нью-Йорке с 1889 года действует масонское общество «покровенных пророков». 
Восстанию посвящён исторический очерк Садриддина Айни «Восстание Муканны» (1944).
Сценарий иранского режиссёра Хосрова Синаи «Сепидджаме. Филмнаме» (Человек в белой одежде); Тегеран, 1999.